# Henri Vidil
Henri Vidil est un nageur français né le 28 mai 1941 à Marseille. Sa spécialité est le papillon. 

## Biographie
Il est membre de l'équipe de France aux Jeux olympiques d'été de 1960 à Rome où il prend part au 200 mètres papillon, ; il y est éliminé lors des séries. 
Il est champion de France de natation en bassin de 50 mètres sur 200 mètres papillon à l'été 1961, alors qu'il évolue au Cercle des nageurs de Marseille. Il détient le record de France de natation messieurs du 400 mètres 4 nages de 1961 à 1962.